# NGC 7196
NGC 7196 هي مجرة تتبع كوكبة الهندي. اكتشفها جون هيرشل في 2 أكتوبر 1834.

## روابط خارجية
- NGC 7196 على موقع ويكي سكاي: DSS2, SDSS, GALEX, IRAS, Hydrogen α, X-Ray, Astrophoto, Sky Map, Articles and images